# نهر نواتاك
نهر نواتاك (بالإنجليزية: Noatak) نهر يقع في الجزء الشمالي الغربي من ولاية ألاسكا الأمريكية. يقع مجرى النهر بأكمله شمال الدائرة القطبية الشمالية. بعد مغادرة بوابات المنتزه الوطني في القطب الشمالي، يدخل النهر إلى محمية نواتاك الوطنية التي تحدد بدقة مستجمعات المياه في النهر. تقع مستجمعات المياه لنهر نواتاك داخل هاتين المنطقتين المحميتين، من منابع المياه إلى حيث تغادر محمية النهر الوطنية، وهي نقطة تقع على بعد نحو 20 ميلاً من النهر في أعلى منبع قرية نوتاك و 90 ميلاً من النهر. من دلتا النهر في ساوند كوتزيبو.